# Compulsivos Sexuais Anônimos

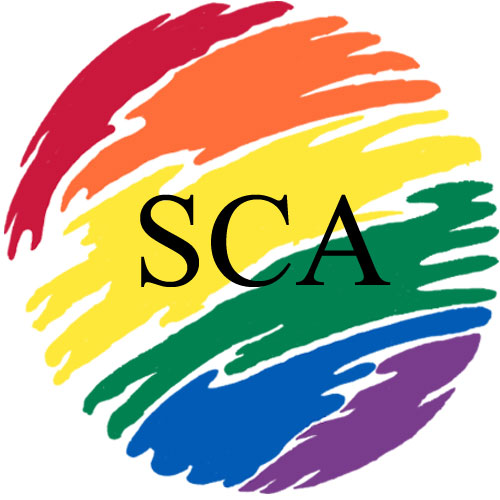
Logotipo de Compulsivos Sexuais Anônimos

Compulsivos Sexuais Anônimos (CSA) ou Sexual Compulsives Anonymous (SCA) é um programa de doze passos para pessoas que querem parar de ter relações sexuais compulsivas. A fundação de CSA é atribuída a 1982 na cidade de Nova Iorque e a 1973 em Los Angeles. Embora a irmandade tenha inicialmente procurado abordar questões de compulsão sexual entre homens gays e bissexuais, e este ainda seja o grupo demográfico predominante da irmandade, hoje o programa é amigável à comunidade LGBT, aberto a todas as orientações sexuais, e há um número crescente de mulheres e homens heterossexuais participando. As reuniões de CSA são provavelmente realizadas em áreas urbanas com maiores populações de homens gays e bissexuais. A maioria dos membros é branca, mas variam em idade e origem socioeconômica. O único requisito para ser membro é o desejo de parar de ter relações sexuais compulsivas.
CSA apoia a expressão sexual saudável e não espera que os membros reprimam sua sexualidade, que eles acreditam estar associada à anorexia sexual. Os membros são encorajados a desenvolver a sua própria definição de sobriedade sexual que não imponha exigências irracionais ao seu tempo ou energia, não os coloque em risco legal ou ponha em risco a sua saúde. Os membros de CSA incorporam sua definição de sobriedade sexual no que eles chamam de plano de recuperação sexual. Os planos de recuperação sexual são modelados no trabalho de Patrick Carnes, um pesquisador de dependência sexual, com base no modelo dos Comedores Compulsivos Anônimos (CCA), cujos membros criam "planos alimentares" individualizados.
Os planos de recuperação sexual têm três colunas: abstinência, área cinza e recuperação, análogos aos três círculos usados em Sex Addicts Anonymous (Viciados em Sexo Anônimos). O plano de recuperação sexual é usado como um modelo para a recuperação. A coluna de abstinência inclui comportamentos "fundos de poço" correspondentes à recaída e dos quais os membros pedem que seu Poder Superior seja liberto. A coluna de área cinza inclui comportamentos, estados emocionais, atividades ritualizadas e situações que os tornam vulneráveis à recaída. A coluna de recuperação inclui comportamentos positivos que apoiam seu bem-estar e atendem às suas necessidades de maneira saudável.

## Literatura e publicações
CSA distribui sua própria literatura, incluindo o livro principal usado na irmandade, Compulsivos Sexuais Anônimos: Um Programa de Recuperação, e vários folhetos e panfletos do tamanho de um livro ou menores, como E a Masturbation? , Perguntas e respostas: Um guia para iniciantes e vergonha secreta. Partes desses folhetos são publicadas no site de CSA. CSA também publica um periódico online conhecido como The SCAnner.
CSA desenvolveu “As Vinte Perguntas”, um instrumento que permite aos potenciais membros autoavaliarem a sua compulsividade sexual. Os resultados deste questionário correlacionam-se com os sintomas de disfunção do córtex pré-frontal, uma área do cérebro considerada relevante para a dependência — não apenas de substâncias, mas também de comportamentos como sexo e jogo, medidos conforme a Escala de Comportamento dos Sistemas Frontais (FrSBe).